# Rudolf Warnke
Rudolf Warnke (* 1. Januar 1927 in Hannover) ist ein deutscher Militärpsychologe und Publizist.

## Leben
Warnke absolvierte zunächst eine Lehre zum Industriekaufmann. Von 1950 bis 1953 studierte er Psychologie an der Westfälischen Wilhelms-Universität in Münster und der Georg-August-Universität Göttingen (Diplom 1954). Von 1954 bis 1958 war er Hauptabteilungsleiter und von 1958 bis 1962 Finanzdirektor. Von 1962 bis 1975 wirkte er als Berater des Bundesministeriums der Verteidigung (BMVg) in Bonn. Danach war er Herausgeber des Mittelstandsdienstes Bonn intern.
In den 1960er Jahren leitete er das angewandt sozialwissenschaftliche Forschungs- und Beratungsinstitut für „System-Forschung“, das u. a. vom Bundesverteidigungsminister und Generalinspekteur beauftragt wurde. Er publizierte etwa mit dem Wirtschaftswissenschaftler Wilhelm Bierfelder in der Schriftenreihe Innere Führung zahlreiche Forschungsergebnisse zu Rekrutierung, Berufszufriedenheit und Problemen. In den Medien aufgegriffen wurde 1974 Warnkes Persönlichkeitsbild von Bundeskanzler Helmut Schmidt, welches er im Wirtschaftsmagazin Capital entwarf. Als Militärpsychologe wurde er in überregionalen Medien herangezogen.
Warnke ist verheiratet und Vater von drei Kindern.

## Schriften (Auswahl)
- Deutsche Firmen vorm Röntgenschirm. Umsatz, Gewinn, Kapital- und Vermögensstruktur, Investitionen, Gehälter. Daten, Analysen, Prognosen als Informations- und Entscheidungshilfen für den selbständigen Unternehmer und seine engsten Mitarbeiter, erarbeitet auf der Grundlage empirischer Industrieuntersuchungen der System-Forschung, Bonn-Beuel, in den Jahren 1966 und 1967. Verlag Moderne Industrie, München 1969.
- Rettet das Schlaraffenland. Tykve, Böblingen 1992, ISBN 3-925434-68-2.